# Phyllis Dalton
Phyllis Dalton   (Chiswick, 16 d'octubre de 1925 - Somerset, 9 de gener de 2025) va ser una dissenyadora de vestuari anglesa, guanyadora de l'Oscar, el BAFTA i l'Emmy per les seves creacions artístiques.

## Biografia
Va néixer el 16 d'octubre de 1925 a la ciutat de Londres, capital en aquells moments del Regne Unit de la Gran Bretanya i Irlanda i avui dia del Regne Unit de la Gran Bretanya i Irlanda del Nord. L'any 2002 fou nomonada Membre de l'Orde de l'Imperi Britànic per part de la reina Elisabet II.
Inicià la seva carrera artística al departament artístic de la secció britànica de la revista Vogue, i posteriorment treballà com a assistent en les pel·lícules L'home que sabia massa (1956) d'Alfred Hitchock i Anastàsia (1956) d'Anatole Litvak. El 1957, ja ella sola, dissenyà el vestuari de Island in the Sun de Robert Rossen i el 1959 El nostre home a l'Havana de Carol Reed.
El 1962 començà la seva col·laboració amb David Lean, per qui dissenyà el vestuari de Lawrence d'Aràbia, i l'any 1965 el de Doctor Jivago, pel qual aconseguí guanyar l'Oscar al millor vestuari. En els seus treballs posteriors destaquen Lord Jim (1965) de Richard Brooks, Oliver! (1968) de Carol Reed, La princesa promesa (1987) de Rob Reiner o Enric V de Kenneth Branagh, que novament li feu guanyar l'Oscar.

## Premis i nominacions

### Premis Oscar
| Any  | Categoria               | Pel·lícula    | Resultat  |
| ---- | ----------------------- | ------------- | --------- |
| 1965 | Millor vestuari - Color | Doctor Jivago | Guanyador |
| 1968 | Millor vestuari         | Oliver!       | Nominat   |
| 1989 | Millor vestuari         | Enric V       | Guanyador |

### Premis BAFTA
| Any  | Categoria       | Pel·lícula             | Resultat  |
| ---- | --------------- | ---------------------- | --------- |
| 1968 | Millor vestuari | Oliver!                | Nominat   |
| 1973 | Millor vestuari | L'equívoc              | Guanyador |
| 1989 | Millor vestuari | Henry V                | Nominat   |
| 1993 | Millor vestuari | Molt soroll per no res | Nominat   |

### Premis Emmy
| Any  | Categoria                                  | Pel·lícula            | Resultat  |
| ---- | ------------------------------------------ | --------------------- | --------- |
| 1983 | Millor vestuari per a una sèrie o especial | The Scarlet Pimpernel | Guanyador |